# Parányi varázslat (film)
A Parányi varázslat (eredeti cím: The Good Witch's Garden) egy 2009-ben bemutatott amerikai tévéfilm, melyet a Hallmark Channel tűzött műsorára. "A bűbájos" című film folytatása, a főszerepben ezúttal is Catherine Bell és Chris Potter láthatók. 

## Cselekménye
|  | Alább a cselekmény részletei következnek! |

Cassie Nightingale már egész jól beilleszkedett Middleton kisvárosának életébe, és most éppen azon van, hogy a Szürke Házat, családi örökségét rendbeszedje és panzióvá alakíttassa. Már egy párt alkot a helyi seriffel, Jake Russell-lel, és jól kijön gyerekeivel, Brandonnal és Lorival. Hirtelen felbukkan az első panzióvendég, egy bizonyos Nick, aki meglepően sokat tud Cassie-ről. Sármjával teljesen elbűvöli Martha Tinsdale-t és a városi tanácsot is, akik éppen Middleton bicentenáriumi ünnepségére készülnek. Egy idő után felfedi magát: ő a Szürke Hölgy szeretőjének a leszármazottja, azaz a Szürke Ház jogos örököse. Úgy állítja be a dolgokat, mintha a hölgy egyszerűen csak elfoglalta volna a házat az ősének eltűnését követően. Állítását ugyan papírok bizonyítják, Jake azonban gyanút fog, és elhatározza, hogy utánajár a dolognak. Cassie közben átadja a házat, és nem sokkal később meg is látja, hogy Nick meghirdette azt eladásra.
Ezalatt Lorinak egy osztálytársával kell dolgoznia egy iskolai feladaton, de a lány mindig elfoglaltságra hivatkozik, és lelép. Később bevallja, hogy ezt azért tette, mert nem tud olvasni. Lori segítségével megoldást találnak a problémára és újult erővel folytatják a projektet. A könyvtárban történő kutakodás során Lori talál egy könyvet, ami elsőre üresnek tűnik, ám kiderül, hogy tele van történetekkel, amiket a Szürke Hölgy írt. Mindegyik történet egy kapitányról szól, aki a szeretője volt, tehát Nick ősével kellett, hogy megegyezzen. Ámde az is kiderül, hogy ő egy kitalált karakter volt, sosem létezett, csak Middleton lakói képzeletében. Jake a könyv alapján kikövetkezteti, hogy Nick egy csaló, aki álnevek mögé bújva szerzi meg ingatlanok tulajdonjogát, és letartóztatja őt.
Aznap este megrendezik a bicentenáriumi bulit is, ahol Martha Tinsdale végre elismeri, hogy Cassie hasznos tagja a közösségnek. Jake még aznap este megkéri Cassie kezét, aki igent mond.
|  | Itt a vége a cselekmény részletezésének! |

## Szereposztás
| Szereplő                       | Színész                 | Magyar hang          |
| ------------------------------ | ----------------------- | -------------------- |
| Cassandra "Cassie" Nightingale | Catherine Bell          | Tóth Auguszta        |
| Jake Russell seriff            | Chris Potter            | Csík Csaba Krisztián |
| Brandon Russell                | Matthew Knight          | Penke Bence          |
| Lori Russell                   | Hannah Endicott-Douglas |                      |
| Nick Chasen                    | Rob Stewart             | Epres Attila         |
| Gwen                           | Elizabeth Lennie        |                      |
| Derek Sanders                  | Noah Cappe              |                      |
| Martha Tinsdale                | Catherine Disher        | Farkasinszky Edit    |
| George O'Hanrahan              | Peter MacNeil           | Várkonyi András      |
| Tom Tinsdale                   | Paul Miller             |                      |

## Folytatások
A film folytatásokat is kapott. A következő részt, a Parányi varázslat: Az esküvőt 2010. november 13-án mutatták be a Hallmarkon.
Catherine Bell 2010 december végén közhírré tette twitteren, hogy a negyedik rész forgatásai befejeződtek. A Hallmark a negyedik részt 2011 október 29-én mutatta be Parányi varázslat: A család címmel. 2012 júniusában Catherine Bell bejelentette twitteroldalán, hogy júliusban és augusztusban megkezdődnek az 5. és 6. rész forgatási munkálatai. Az ötödik részt, a Parányi varázslat: Bűbáj-t 2012-ben, a hatodik részt, a Parányi varázslat: A végzet-et 2013-ban, a Parányi varázslat: Csoda című filmet 2014-ben mutatták be.
Ezt követően a történet a "Parányi varázslat" című sorozattal folytatódott.